# Ceratomyxa thunni
Ceratomyxa thunni is een microscopische parasiet uit de familie Ceratomyxidae. Ceratomyxa thunni werd in 2006 beschreven door Mladineo & Bocina. 